# Sayed Ramin Ziwary
Sayed Ramin Ziwary ist ein afghanischer Diplomat und Ständiger Vertreter bei der Welthandelsorganisation (WTO).

## Leben
Ziwary hat einen Abschluss der Kabul Medical University und einen Master in öffentlicher Gesundheit der Bangor University. Er war Gastdozent an der Universität Leiden, der Universität Heidelberg und der Harvard University.
Ziwary arbeitete im Rahmen seiner Karriere in verschiedenen Positionen der afghanischen Regierung. So war er Berater im Gesundheitsministerium und Direktor für Recherche im Büro des Präsidenten. Im Büro des Präsidenten war er insbesondere für die afghanische Antwort zur Corona-Pandemie verantwortlich. Am 28. Dezember 2020 wurde er als Nachfolger von Mohammad Qurban Hagjo der Ständige Vertreter Afghanistans bei der Welthandelsorganisation.